# Ambassis agassizii
Ambassis agassizii é uma espécie de peixe da família Ambassidae.
É endémica da Austrália.